# Uzumaki forma ostateczna
Uzumaki forma ostateczna – piąty album studyjny polskiego rapera Szpaka oraz Kubiego Producenta. Wydawnictwo ukazało się 27 lipca 2023 nakładem wytwórni muzycznej GUGU.
Album jest utrzymany w stylu muzyki hip-hop. Składa się z wersji standardowej (1 CD).
Płyta zadebiutowała na 1. miejscu polskiej listy sprzedaży – OLiS, a w grudniu 2024 uzyskała certyfikat dwukrotnie platynowej płyty za sprzedaż ponad 60 000 egzemplarzy.

## Lista utworów
Opracowano na podstawie materiału źródłowego.
1. „Uzumaki forma ostateczna” – 3:18
2. „Kraina Lodu” – 3:33
3. „Crazy Frog” (gośc. Waima) – 3:57
4. „Chainsaw Man” – 3:02
5. „Mały Rui” (gośc. Rolex) – 3:22
6. „Full Metal Skit” – 2:01
7. „Totoro” – 2:56
8. „Na zawsze” (gośc. Chivas) – 2:15
9. „Nietoperze” (gośc. Lucassi) – 3:05
10. „Byłem młody” (gośc. Jan-Rapowanie) – 3:16
11. „Scooby Doo” – 2:08
12. „Ostatni ninja” – 2:26

## Pozycje na listach sprzedaży
| Kraj   | Lista (2023)             | Najwyższa pozycja |
| ------ | ------------------------ | ----------------- |
| Polska | OLiS – albumy            | 1                 |
| Polska | OLiS – albumy fizycznie  | 1                 |
| Polska | OLiS – albumy w streamie | 3                 |

| Kraj   | Lista (2023)             | Pozycja |
| ------ | ------------------------ | ------- |
| Polska | OLiS – albumy            | 10      |
| Polska | OLiS – albumy fizycznie  | 12      |
| Polska | Lista (2024)             | Pozycja |
| Polska | OLiS – albumy            | 64      |
| Polska | OLiS – albumy fizycznie  | 80      |
| Polska | OLiS – albumy w streamie | 87      |

## Certyfikaty i sprzedaż
| Data            | Certyfikat ZPAV    | Sprzedaż |
| --------------- | ------------------ | -------- |
| 28 grudnia 2023 | złota płyta        | 15 000+  |
| 31 grudnia 2024 | 2× platynowa płyta | 60 000+  |